# Maison de Radoje Gligorijević à Ribare
La maison de Radoje Gligorijević à Ribare (en serbe cyrillique : Кућа Радоја Глигоријевића у Рибарима ; en serbe latin : Kuća Radoja Gligorijevića u Ribarima) se trouve à Ribare, dans la municipalité de Žagubica et dans le district de Braničevo, en Serbie. Elle est inscrite sur la liste des monuments culturels protégés de la République de Serbie (identifiant no SK 2023).

## Présentation
Située dans le centre du village, la maison a été construite dans la seconde moitié du XIXe siècle ; elle a été récemment démolie. Elle constituait un bel exemple d'architecture traditionnelle serbe.
La maison, de plan rectangulaire, mesurait, 11,10 m sur 5,10 m. Elle était construite sur un terrain en pente et située dans un vaste jardin, ce qui en faisait un exemple de maison de montagne plutôt rare dans l'est de la Serbie. Construite sur de hautes fondations en pierres concassées, elle était dotée de murs construits selon la technique des colombages avec un remplissage en planches de chêne ; le toit à quatre pans était recouvert de tuiles. La façade principale était dotée d'un porche-galerie soutenu par des piliers en bois. Depuis ce porche, l'entrée menait directement à la pièce principale appelée « kuća », c'est-à-dire la « maison » proprement dite, qui conduisait elle-même directement à une grande chambre d'amis ; la « kuća » abritait un foyer ouvert avec des chaînes en fer et des étagères en bois fixées au mur pour des ustensiles divers. Le porche permettait également d'accéder à une pièce appelée « stasina », qui servait, entre autres, de réserve pour les ustensiles en verre et les outils.